# Isabelle Caro
Isabelle Caro (ur. 12 września 1982 w Paryżu, zm. 17 listopada 2010 tamże) – francuska aktorka i fotomodelka. Od 13. roku życia cierpiała na anoreksję. Przed śmiercią ważyła około 31 kg (przy wzroście 165 cm), natomiast w najtrudniejszym momencie swojej choroby w 2006, kiedy zapadła w śpiączkę, ważyła niespełna 25 kg.

## KampaniaNie – anoreksji
Jej zdjęcia pojawiły się w gazecie La Repubblica oraz na bilbordach we Włoszech tuż przed rozpoczęciem Mediolańskiego Tygodnia Mody, 24 września 2007 roku. Przedstawiają one nagą, wychudzoną kobietę w półleżącej pozie w dwóch wariantach, z przodu i z tyłu. Autorem zdjęć jest fotograf Oliviero Toscani. 
„Pozostawałam w ukryciu zdecydowanie zbyt długo”, wyznała modelka Italian Vanity Fair. „Teraz chcę się bez strachu pokazać, choć wiem, że moje ciało jest ohydne. To... cierpienie, którego doświadczyłam, może mieć sens tylko wtedy, jeżeli pomoże ono komuś, kto wpadł w tę pułapkę, z której ja wciąż próbuję się wydostać”. Kampania finansowana była przez włoską firmę odzieżową Nolita. Poparcia udzieliła jej również włoska minister zdrowia, Livia Turco. Przeciw publikacji zdjęć wypowiedziała się badająca anoreksję Fabiola De Clercq. Nazwała je szkodliwymi i bezsensownymi („Mogą nawet wzmagać rywalizację o ekstremalną szczupłość między innymi chorymi” – komentowała). Włoska rada ds. reklamy zakazała publikacji tych zdjęć.